# ويل بورنس
ويل بورنس (بالإنجليزية: Will Burns)‏ هو سائق سباق بريطاني، ولد في 24 يونيو 1990 في ويستون سوبر مير في المملكة المتحدة.